# Kanton Saint-Joseph-1
Der Kanton Saint-Joseph-1 war von 1949 bis 2015 ein französischer Wahlkreis im Arrondissement Saint-Pierre des Übersee-Départements Réunion. Er umfasste einen Teil der Gemeinde Saint-Joseph.